# Tombik & B.B. Show
(Frase e saluto pronunciato, alla fine di ogni puntata, dalle due api Tombik & B.B.)
Tombik & B.B. Show (Tombik & B.B.) è un cartone animato turco, prodotto dalla Artnet di Ali Murat Erkorkmaz. In Italia fu trasmesso per la prima volta durante gli anni novanta su Rai 2 all'interno del contenitore Go-Cart mattina. In seguito, il cartone è stato trasmesso da Telepace e da altre tv locali italiane. La sua sigla fu composta da David Musial, ed era cantata nella versione originale da MJ Medina (MJ sono le iniziali di Manny e Joy Medina, che rispettivamente sono sorella e fratello) e Samantha Quartin, con un coro di bambini e nella versione italiana da Laura e Ilaria Latini. Il cartone animato ha uno spin-off inedito in Italia dal titolo The New Tombik & B.B. Show.

## Struttura del cartone
A differenza di altri cartoni, esso non racconta le avventure di un determinato personaggio o di un gruppo di personaggi, come di solito succede, bensì è un programma animato di giochi a quiz e rompicapi per bambini. I "conduttori" del programma sono due api, di nome appunto Tombik (il maschio) e B.B. (la femmina), che propongono 8 giochi di diverso tipo e il cui ordine varia da puntata a puntata. Essi sono:
- Che cos'è?: bisogna indovinare l'oggetto rappresentato nei 9 pezzi scomposti. Non compare nella seconda stagione.
- Chi è l'artista?: sono proposti 4 dipinti di due diversi autori storici, e bisognava individuare (sulla base dello stile) il pittore del quinto. Non compare nella seconda stagione.
- Il pezzo mancante: viene mostrato un puzzle che si compone velocemente, lasciando però un pezzo mancante, e bisogna quindi indovinare quale dei 4 pezzi proposti va ad incastrarsi in esso. Compare anche nella seconda stagione.
- La domanda sportiva: basato sulle regole di uno sport, introdotto dal Vispogatto. Non compare nella seconda stagione.
- La domanda stravagante: basato su prestazioni eccentriche o assurde, ma realmente accadute. Non compare nella seconda stagione.
- La sfida del cubo: un cubo rotea per alcuni secondi, e bisogna indovinare la figura dietro la faccia su cui si ferma. Compare anche nella seconda stagione.
- Segnali stradali: bisogna indovinare il significato di un segnale sulle 3 vignette proposte, ed introdotte, da Enigmosauro. Non compare nella seconda stagione.
- Trova le differenze: sono proposti due video con 3 differenze tra loro, e bisogna trovare quali sono. Compare  anche nella seconda stagione.

I giochi sono creati da un burbero brontosauro di nome Enigmosauro (detto anche "Puzzle-a-Saurus"), che è spesso raffigurato davanti al suo computer mentre crea i suoi enigmi. Le soluzioni sono date nella prima stagione alla fine e nella seconda stagione del programma durante la puntata.
Tuttavia il programma è anche molto incentrato sull'educazione: in ogni puntata interviene per due volte il Dr. McCool, che dà lezioni di carattere scientifico e tecnologico, ed è criticato da Enigmosauro. Durante la puntata circolano anche degli slogan narrati dalla voce narrante di Antonella Giannini, che insegnano ad esempio l'amore (rappresentato da un cuore che si frammenta in tanti cuori), l'ordine (rappresentato da un pinguino che si ritrova con il vestito stropicciato), o altro. Nella seconda stagione gli slogan e gli interventi per due volte consecutive del Dr. McCool saranno assenti dal programma.
In ogni puntata, si alterna coi giochi un'avventura dei robot spaziali Duke e Chataput che appaiono solo nella prima stagione, e l'angolo delle barzellette dell'orso in uniforme da marinaio Tongo e del pappagallo Firky, che mette spesso i bastoni tra le ruote al primo sia nella prima, che nella seconda stagione.
Prima delle soluzioni, viene cantata una canzone eseguita dal gruppo preferito delle due api, i Buggies.

## Doppiatori
I doppiatori dell'edizione italiana sono:
- Tombik: Laura Latini
- B.B.: Ilaria Latini
- Enigmosauro: Diego Reggente (1^ voce) - Paolo Marchese (2^ voce)
- Chataput:  Ambrogio Colombo
- Duke: Oliviero Dinelli
- Tongo: Neri Marcorè
- Firky: Fabrizio Mazzotta
- Dr. McCool: Sergio Gibello

## Curiosità
- La struttura del cartone, giochi a parte, è sempre la stessa per tutte le puntate. Nella seconda stagione la struttura è cambiata regolarmente ed è passata all'isola.
- Nella prima stagione è sempre presente in ogni puntata, una frase scherzosa rivolta ai bambini di Enigmosauro, pronunciata prima dell'esibizione dei Buggies: «Solo a dei chiassosi insetti come voi, possono piacere dei chiassosi insetti come questi!»; l'ultima parte è chiaramente riferita ai conduttori.